# Ԃ
Ԃ, ԃ или Коми Гь е буква от Молодцовската азбука, която е модификация на кирилицата. Използвана е през 1920-те 20 век в коми езика. Малката форма на буквата наподобява малката форма d на латинската буква D, а голямата буква наподобява преобърнато Р или Ь. Произлиза от буквата Ԁ като към нея е добавено допълнително ченгелче, обозначаващо палатализация. Обозначава звучния небен преграден съгласен звук /ɟ/ [гь].